# Metanovačekita
La metanovačekita és un mineral de la classe dels fosfats que pertany al grup de la metaautunita. Rep el nom per ser una novačekita deshidratada.

## Característiques
La metanovačekita és un arsenat de fórmula química Mg(UO₂)₂(AsO₄)₂·8H₂O. Cristal·litza en el sistema tetragonal. La seva duresa a l'escala de Mohs és 2,5.
Segons la classificació de Nickel-Strunz, la metanovačekita pertany a «08.EB: Uranil fosfats i arsenats, amb ràtio UO₂:RO₄ = 1:1» juntament amb els següents minerals: autunita, heinrichita, kahlerita, novačekita-I, saleeïta, torbernita, uranocircita, uranospinita, xiangjiangita, zeunerita, metarauchita, rauchita, bassetita, lehnerita, metaautunita, metasaleeïta, metauranocircita, metauranospinita, metaheinrichita, metakahlerita, metakirchheimerita, metatorbernita, metazeunerita, przhevalskita, metalodevita, abernathyita, chernikovita, metaankoleïta, natrouranospinita, trögerita, uramfita, uramarsita, threadgoldita, chistyakovaïta, arsenuranospatita, uranospatita, vochtenita, coconinoïta, ranunculita, triangulita, furongita i sabugalita.

## Formació i jaciments
Va ser descoberta a la mina Anton, situada a la vall de Heubach, a la vila de Rottweil (Regió de Friburg, Alemanya). També ha estat descrita en altres indrets d'Alemanya, així com a la República Txeca, Suïssa, Anglaterra, França, Espanya, el Marroc, Namíbia, el Canadà i els Estats Units.